# Ilja Hurnik
Ilja Hurnik (født 25. november 1922 i Oravská Poruba, Tjekkoslovakiet - død 7. september 2013 i Prag, Tjekkiet) var en tjekkoslovakisk komponist og forfatter.
Hurnik studerede komposition på musikkonservatoriet i Prag og senere på kunstakademiet samme sted. Han skrev en symfoni, orkesterværker, balletmusik, koncerter, kammermusik, korværker, klaverstykker, scenemusik, sange etc. Han blev indspillet på pladeselskabet Supraphon af dirigenten Karel Ancerl og det Tjekkiske Filharmoniske Orkester. Han var også forfatter og skrev forskellige serier i mange genrer.

## Udvalgte værker
- Symfoni i C (2000) - for orkester
- Sinfonietta (1996) - for orkester
- Ondras (1949) - balletmusik
- De fire årstider (1952) (kammersuite) - for orkester
- Fløjtekoncert (1952) - for fløjte og kammerorkester
- Kammersonate (1952) - for fløjte, obo, cello og cembalo eller klaver